# Соли кальция
Соли кальция, как хлорид CaCl2, бромид CaBr2, иодид CaI2, нитрат Ca(NO3)2, дигидроортофосфат, дихромат, глюконат и лактат хорошо растворимы в воде. 
Нерастворимы в воде фторид CaF2, карбонат CaCO3, сульфат CaSO4 (малорастворим), ортофосфат Ca3(PO4)2, оксалат СаС2О4 и некоторые другие.

## Область применения
Применяются в медицине для восполнения дефицита кальция и с целью гипосенсибилизации. Карбонаты кальция, применяют в строительном деле, в химической промышленности, оптике и др. В технике, промышленности и быту широко применяется сода: при производстве стекла, мыла, бумаги, как моющее средство, при заправке огнетушителей, в кондитерском деле. Кислые карбонаты выполняют важную физиологическую роль, являясь составной частью буферных систем крови, поддерживающих постоянство её pH.